# Ley y Justicia
Ley y Justicia —en polaco: Prawo i Sprawiedliwość, pronunciaciónⓘ, conocido por sus siglas como PiS— es uno de los principales partidos políticos de Polonia, de derecha y de ideología católica, conservadora y nacionalista. 
Ocupó el gobierno polaco durante la legislatura de 2005 a 2007 y regresó al poder nuevamente en 2015 gracias a su victoria en las elecciones de ese año. En las elecciones de 2019 la coalición que dirige, Derecha Unida, resultó ganadora con mayoría absoluta lo que significó la continuación del gobierno de este partido.
Impulsó una controvertida reforma judicial, enfrentamientos con la Unión Europea, una prohibición casi total del aborto, medios fieles al gobierno y caros programas sociales: durante ocho años, el partido con su política cambió a la sociedad, al Estado y a los medios.
Son considerados por diversos expertos como iliberales o autoritarios.

## Historia
La mayor parte de sus miembros lo fueron también de la AWS (Acción Electoral Solidaridad - Akcja Wyborcza Solidarność). El partido PiS estaba formado por los gemelos Jarosław y Lech Kaczyński, los cuales ostentaron durante la legislatura 2005-2007 de manera simultánea los cargos de primer ministro y presidente de la república respectivamente. 
En las elecciones generales de 2001 el PiS obtuvo un 9,5 % y 44 escaños en Sejm (la cámara baja del parlamento polaco, compuesta por 460 diputados. En las elecciones de 2005 fue el partido más votado con un 26,99 % de los votos, 155 escaños y 49 representantes en el Senado (sobre un total de 100), formando un gobierno de coalición junto a Autodefensa de la República de Polonia y la Liga de las Familias Polacas. En 2007 y tras dos años de gobierno en la que fue la legislatura más corta de la historia democrática de Polonia, el gobierno se vio forzado a convocar elecciones anticipadas después de perder el apoyo de Autodefensa cuando el Primer ministro Jarosław Kaczyński destituyó al vice primer ministro y titular de Agricultura Andrzej Lepper por presuntos casos de corrupción. En las elecciones anticipadas de 2007 el PiS perdió frente al partido Plataforma Cívica de Donald Tusk. Sus socios de gobierno la Liga y Autodefensa perdieron la representación parlamentaria. Varios líderes importantes del partido, incluyendo a Lech Kaczyński, murieron en un accidente aéreo en 2010.
En 2015, después de 8 años de oposición, obtienen su mejor resultado electoral en las elecciones de ese año, obteniendo 37,6% de los votos, 235 escaños (mayoría absoluta) y 61 representantes al Senado. Esta es la primera vez que un partido gana la mayoría absoluta en ambas cámaras. Es elegida como primera ministra Beata Szydło.
Según el periodista francés de izquierda[cita requerida] Dominique Vidal, el retorno al poder del PiS ha conducido a un declive de los logros democráticos, políticos y sociales: "un aumento de los poderes del ejecutivo a expensas de los del poder legislativo, el control de los medios de comunicación, la supervisión judicial, el endurecimiento de la ley antiaborto, el rechazo del matrimonio homosexual y la eutanasia, la promesa de un referéndum sobre la pena de muerte, etc."

## Ideología
Para Ley y Justicia (PiS) lo más importante es aumentar las penas por los delitos más graves, siendo partidario de restablecer la pena capital. El partido se considera  euroescéptico, y asegura que la Unión Europea debe "beneficiar a Polonia y no al revés". En el ámbito económico, apoya una economía social de mercado y también ha mostrado una posición proteccionista, aunque en sus inicios mostraba una tendencia a la economía liberal. Se opone a la eutanasia, al matrimonio entre personas del mismo sexo y a la legalización de las drogas.
En 2020 decretó una ley, junto con el apoyo del Gobierno, en la que los municipios del país debían expulsar a las personas LGTBIQ+ de ellos; recibiendo la denominación de «zona libre de LGTBIQ+». En otoño de 2021 cien municipios tenían esta denominación.

### Economía
El partido apoya una red de seguridad social mínima garantizada por el estado y la intervención estatal en la economía dentro de los límites de la economía de mercado. Durante la campaña electoral de 2015, propuso rebajas de impuestos relacionadas con el número de hijos en una familia, así como una reducción de la tasa del IVA (manteniendo una variación entre tipos individuales de tasas de IVA). En 2019, el umbral más bajo del impuesto sobre la renta personal se redujo del 18% al 17%. También apoya una continuación de la privatización con la exclusión de varias decenas de empresas estatales consideradas de importancia estratégica para el país. PiS se opone a recortar el gasto en bienestar social y también propuso la introducción de un sistema de préstamos para vivienda garantizados por el estado. PiS apoya que el estado proporcione una asistencia sanitaria universal. PiS también ha sido descrito como estatista,  proteccionista, solidarista e intervencionista. También tienen puntos de vista agraristas.

## Escisiones
En enero de 2010 Jerzy Polaczek lideró una fracción que se escindió para formar Polonia Plus. Sus siete miembros del Sejm procedían del ala centrista y liberal del partido. El 24 de septiembre de 2010 el grupo se disolvió; la mayoría de sus miembros retornó a Ley y Justicia, incluido el propio Polaczek.
El 16 de noviembre de 2010, los parlamentarios Joanna Kluzik-Rostkowska, Elzbieta Jakubiak y Pawel Poncyljusz, conjuntamente con los miembros del Parlamento Europeo Adam Bielan y Michał Kamiński, formaron una nueva agrupación política, Polonia es lo más importante (Polska jest Najważniejsza). Kamiński declaró que el partido Ley y Justicia había sido copado por extremistas de derecha. El partido escindido se formó ante la insatisfacción con el liderazgo y dirección de Kaczyński.

## Resultados electorales
|  | 9,50 % |

|  | 26,99 % |

|  | 32,11 % |

|  | 29,89 % |

|  | 37,58 % |

|  | 43,59 % |

|  | 35,38 % |

a En la elección al Senado, participó en la coalición Bloque de Senado 2001.
b y c Dentro de la coalición Derecha Unida.
| Elecciones | Nivel de apoyo | Cambio [%] | Escaños | Cambio | Escaños para Polonia |
| ---------- | -------------- | ---------- | ------- | ------ | -------------------- |
| 2004       | 12.7%          | -          | 7       | -      | 54                   |
| 2009       | 27.4%          | 14,7       | 15      | 8      | 50                   |
| 2014       | 31.8%          | 4,4        | 19      | 4      | 51                   |
| 2019       | 45.4%          | 13,6       | 26      | 7      | 51                   |